# 内野智香英
内野 智香英（うちの ちかえ、1993年1月21日 - ）は、日本の元女子バスケットボール選手である。ニックネームはリツ。

## 来歴
静岡県出身。
静岡商業高校から松蔭大進学し、インカレ優勝を果たす。U-18・19日本代表にも選出される。
2015年、シャンソンVマジックに加入。同年のユニバーシアード日本代表にも選ばれ、4位入賞。
2018年、女子日本代表候補に選出される。同年富士通レッドウェーブに移籍。
2022年、現役引退。

## 経歴
- 清水興津中 - 静岡商高 - 松陰大 - シャンソン化粧品（2015年〜2018年） - 富士通（2018年～2022年）